# Speibecken
Ein Speibecken (Expektorierbecken) ist eine wassergespülte Sanitärinstallation zur hygienischen Entsorgung von menschlichen Ausscheidungen, die durch den Mund abgegeben werden, wie Speichel, Wasser, Blut oder Erbrochenem, aber auch von aufgenommenen Fremdkörpern wie Ruß. Von den Speibecken sind die Spucknäpfe zu unterscheiden, in die Menschen nur hineinspucken, ohne sich zu übergeben.

## Geschichte
Der Legende nach gab es in den Villen reicher Römer einen Ort, in dem man bei Gelagen den Magen leeren konnte, um weiteressen zu können. Diesen habe man Vomitorium genannt. Literarische oder archäologische Belege dafür existieren nicht. Der Begriff Vomitorium bezeichnet spezielle Zuschauerzugänge in Amphitheatern.

## Zahnarztpraxis

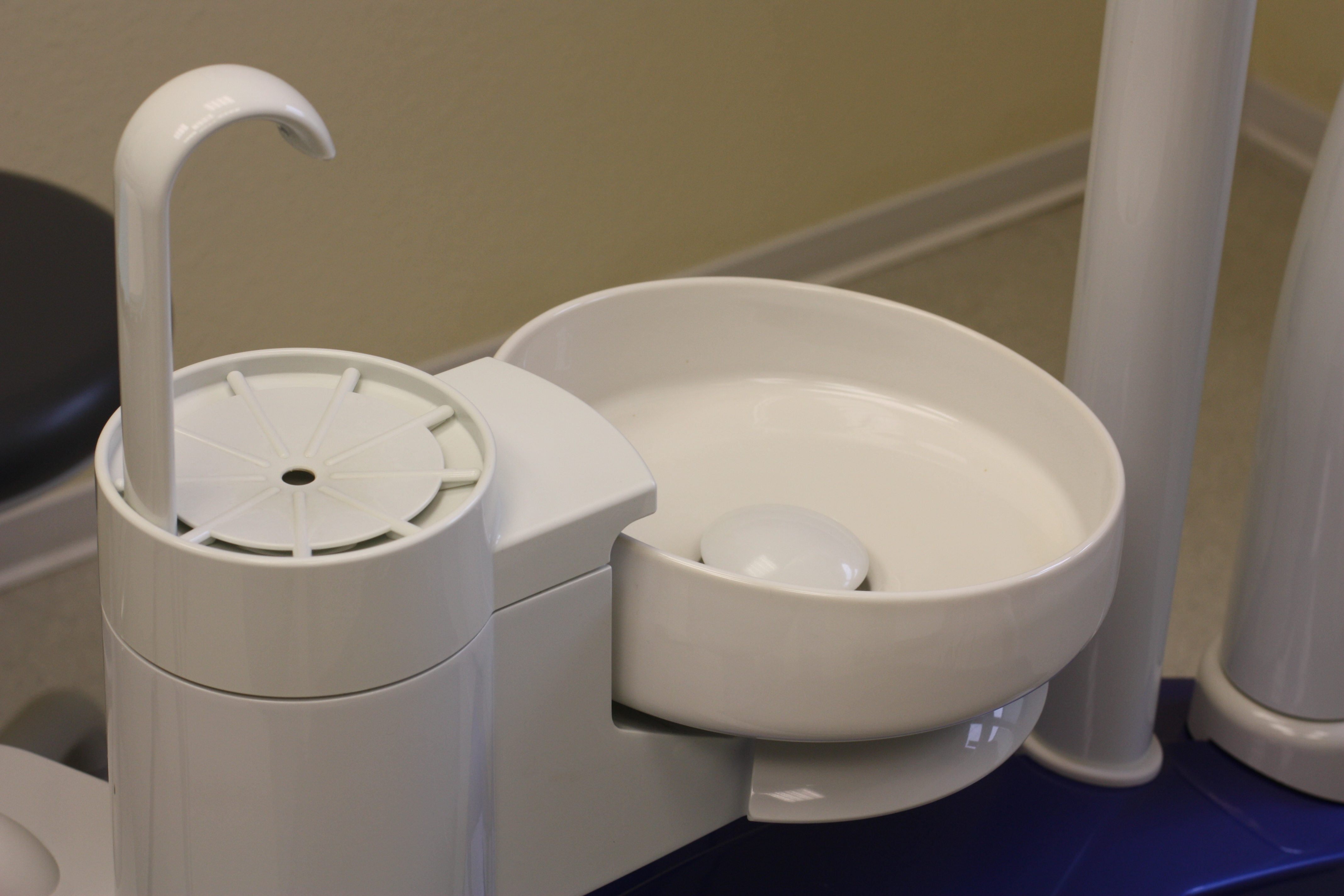
Speibecken an zahnärztlicher Behandlungseinheit

In der Zahnarztpraxis handelt es sich um ein kleines, zumeist rundes Porzellanbecken mit einer Absaugvorrichtung und einer tangential am Rand angebrachten Spüldüse. Es wird meist mittels eines Schwenkarms am Behandlungsstuhl befestigt.

## Gastronomie

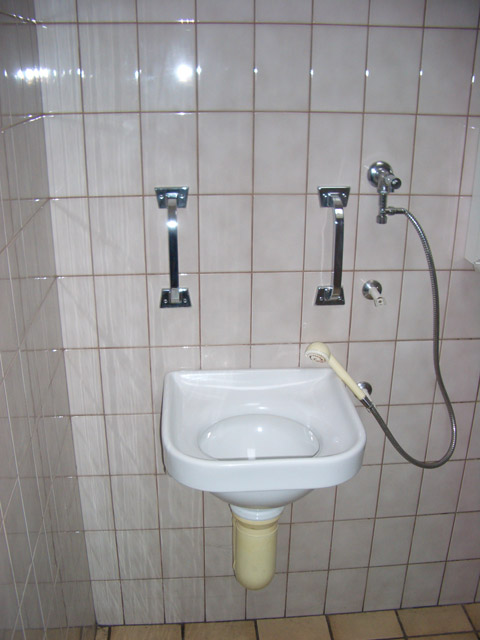
Speibecken in einer Gaststätte

In Verbindungshäusern und manchen Gastronomiebetrieben lassen sich Speibecken in Form eines viereckigen Porzellanbeckens mit abgerundeten Kanten und einem an der Wand befestigten Metallgriff finden. Es ist etwa in Brusthöhe montiert und hat eine leistungsfähige Wasserspülung und ein Fallrohr ähnlich einer Toilettenspülung, jedoch meist mit etwas größerem Durchmesser der Spülöffnung. Diese Becken dienen der Aufnahme von Erbrochenem, falls sich einer der Gäste beim Alkoholkonsum übernommen hat.
Luxusausführungen haben gepolsterte Armlehnen. Es gibt auch neuere Varianten, die über eine automatische Spülung mit optischem Sensor wie bei einem Pissoir verfügen (z. B. im Kölner Hofbräuhaus Früh und in der Altbierküche Pinkus in Münster).
Eine weitere verbreitete Bezeichnung ist „großes weißes Telefon“, da zum Nachspülen meist eine Duschbrause angebracht ist, die üblicherweise einem Telefonhörer ähnelt.

## Burschensprache
In der Burschensprache von Studentenverbindungen wird das Speibecken Pabst genannt. Es sei angeblich vom lateinischen Verb pabere (spucken, speien) abgeleitet – tatsächlich ist dieses Wort in keinem Wörterbuch verzeichnet –, eher kann es auf die üblichen Schreibvarianten im Mittelhochdeutschen (p/b wie z. B. auch k/g) zurückgeführt werden. Die Bezeichnung Papst (Babst) (aus dem althochdeutschen Wort bâbes) für den Abtritt und für einen Toilettenstuhl (in Anspielung auf den „Stuhl Petri“) ist bereits im 16. Jahrhundert bei Johann Fischart nachgewiesen und findet sich mundartlich und burschensprachlich im Zusammenhang mit Erbrechen überwiegend in protestantischen Gebieten. Hier ist auch schon das Verb papsten für sich übergeben belegt. Für den Begriff des Erbrochenen gilt in der Burschensprache das Wort „Papstat“ oder „Pabstat“. Die frühe Übernahme in die Burschensprache als Synonym für Speibecken oder Toilette sollte Ausdruck einer besonderen Verachtung der römischen Kirche sein.